# SOGA1
SOGA1‏ (Suppressor of glucose, autophagy associated 1) هوَ بروتين يُشَفر بواسطة جين SOGA1 في الإنسان.